# Ratpenat pilós daurat
El ratpenat pilós daurat (Phoniscus atrox) és una espècie de ratpenat de la família dels vespertiliònids que es troba a Indonèsia, Tailàndia i Malàisia.